# Hortoonops lucradus
Espèce
Synonymes
- Stenoonops lucradus Chickering, 1969

Hortoonops lucradus est une espèce d'araignées aranéomorphes de la famille des Oonopidae.

## Distribution
Cette espèce est endémique des îles Vierges. Elle se rencontre à Saint Thomas et à Saint John aux îles Vierges américaines et à Virgin Gorda aux îles Vierges britanniques.

## Description
Le mâle décrit par Platnick et Dupérré en 2012 mesure 1,52 mm et la femelle 1,51 mm.

## Publication originale
- Chickering, 1969 : The genus Stenoonops (Araneae, Oonopidae) in Panama and the West Indies. Breviora, vol. 339, p. 1-35 (texte intégral).